# Duldurga

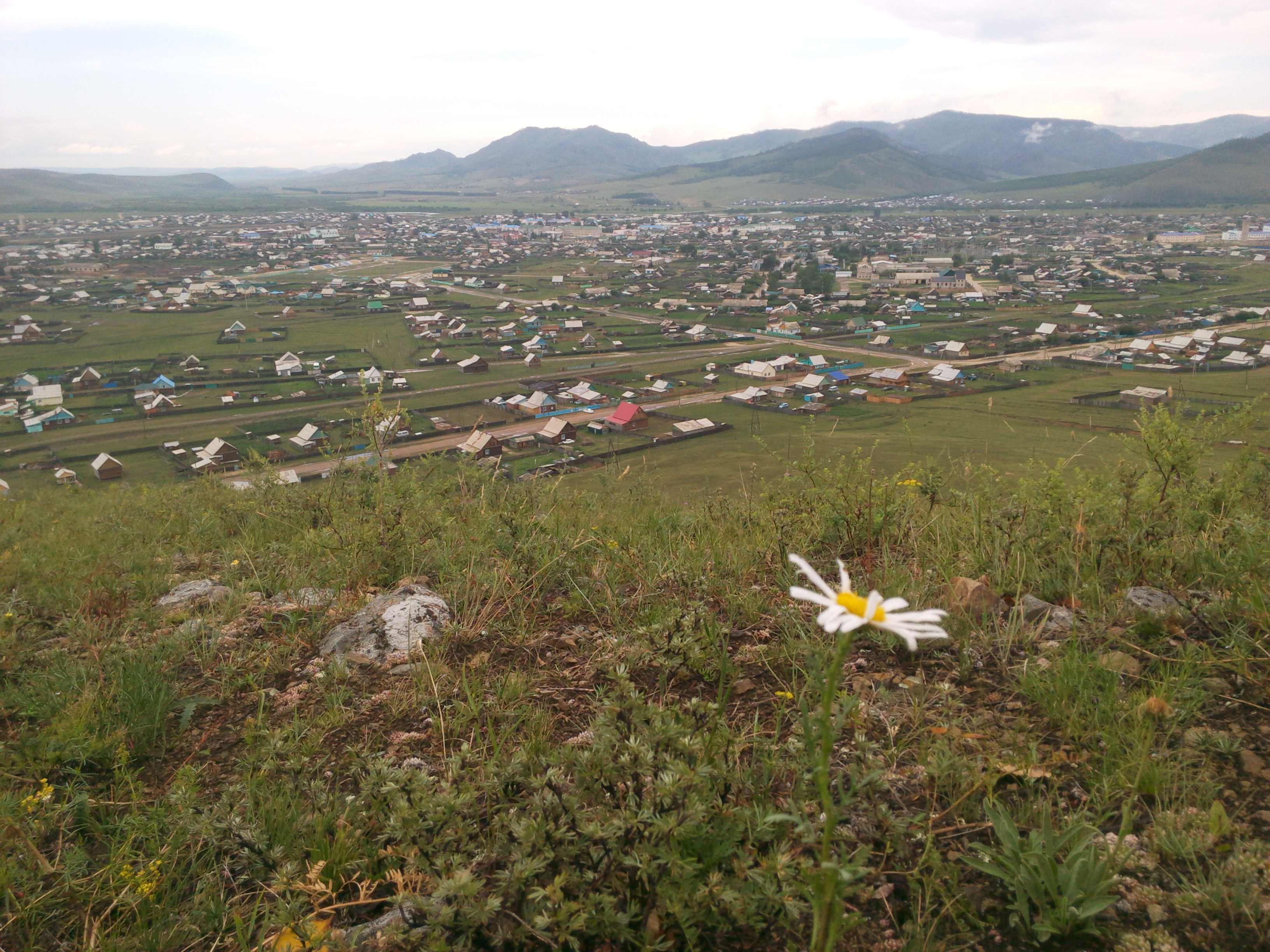
Duldurga 2015

Duldurga (russisch Дульдурга́) ist ein Dorf (selo) in der Region Transbaikalien in Russland mit 6651 Einwohnern (Stand 14. Oktober 2010).

## Geographie
Der Ort liegt 150 km Luftlinie südlich der Regionshauptstadt Tschita südlich des Mogoituigebirges. Er befindet sich bei der Mündung des namensgebenden Flüsschens Duldurga in den linken Onon-Zufluss Ilja, der dort die knapp 1300 m hohe südwestliche Verlängerung des Borschtschowotschny-Hauptkammes durchbricht.
Duldurga ist Verwaltungszentrum des Rajons Duldurginski, der bis zum 1. März 2008 einer der drei Rajons des Autonomen Kreisen der Aginer Burjaten war. Auch nach dem Aufgehen des Autonomen Kreises in der früheren Oblast Tschita mit Bildung der Region Transbaikalien behielten diese Rajons einen Sonderstatus. Das Dorf ist Sitz und einzige Ortschaft der Landgemeinde (selskoje posselenije) Duldurga.
In Durdurga befindet sich die Verwaltung des Nationalparks Alchanai.

## Geschichte
Das Dorf wurde 1803 von russischen Umsiedlern gegründet. Mit Bildung des Autonomen Kreises der Aginer Burjaten wurde es 1937 Verwaltungssitz eines Rajons.

### Bevölkerungsentwicklung
| Jahr | Einwohner |
| ---- | --------- |
| 1959 | 3038      |
| 1970 | 3908      |
| 1979 | 4401      |
| 1989 | 5613      |
| 2002 | 6382      |
| 2010 | 6651      |

Anmerkung: Volkszählungsdaten

## Verkehr
Duldurga liegt an der Fernstraße A167, die bei Darassun (auch Station der Transsibirischen Eisenbahn) von der A166 abzweigt und weiter über Akscha zur mongolischen Grenze in Richtung Tschoibalsan führt. Nach Nordosten verläuft eine Straße in Richtung Aginskoje.